# پاول بور
پاول بور (روسی: Па́вел Влади́мирович Буре́؛ زادهٔ ۳۱ مارس ۱۹۷۱) بازیکن هاکی روی یخ اهل اتحاد جماهیر شوروی سوسیالیستی است.
وی همچنین برندهٔ جوایزی همچون تالار افتخارات هاکی شده‌است.
از باشگاه‌هایی که در آن بازی کرده‌است می‌توان به نیویورک رنجرز و ونکوور کناکز اشاره کرد.